# Bathyphelliidae
Bathyphelliidae é uma família de cnidários antozoários da infraordem Thenaria, subordem Nyantheae (Actiniaria).

## Géneros[1]
- Acontiactis England, 1990
- Bathyphellia Carlgren, 1932
- Daontesia Carlgren, 1942
- Phelliogeton Carlgren, 1927